# CD4
El CD4 és una glicoproteïna expressada a la superfície de les cèl·lules T col·laboradores, reguladores, monòcits, macròfags, i les cèl·lules dendrítiques. En les cèl·lules T, el CD4 és el coreceptor per al receptor de les cèl·lules T (TCR). Amplifica el senyal generat pel TCR reclutant la kinasa de la tirosina lck que és essencial per a l'activació de diverses molècules que estan implicades en la senyalització de la cascada d'una cèl·lula T activada.
Com molts altres receptors/marcadors el CD4 és un membre de la superfamília de les immunoglobulines. Té quatre dominis d'immunoglobulines (D1 a D₄) que s'exposen en les superfícies extracel·lulars de les cèl·lules. Els dominis D1 i D₃ del CD4 són dominis variables d'immunoglobulina (IgV), mentre que el D₂ i el D₄ són dominis constants d'immunoglobulina. El CD4 fa servir en seu domini D1 per interaccionar amb el domini β₂ del complex d'histocompatibilitat principal de classe II (MHC de classe II). Les cèl·lules T que expressen molècules CD4 (i no CD8) en la seva superfície són específics per a la presentació d'antígens amb l'MHC de classe II i no la classe I (són específics de MHC de classe II). La curta cua (C) citoplasmàtica (intracel·lular) del CD4 conté una seqüència especial que permet als aminoàcids d'interaccionar amb la molècula com ja s'ha descrit.
El CD4 és també el receptor primari que fa servir el VIH per entrar a les cèl·lules T hostatjadores. Amb una proteïna pròpia de l'envolta viral anomenada gp120 aquest virus ataca el CD4, s'hi uneix i promou un canvi de confirmació en dos altres receptors de la cèl·lula (els receptors CCR5 i CXCR4). Seguidament hi ha un altre canvi en la forma d'una altra proteïna diferent (gp41), el VIH insereix un pèptid de fusió a la cèl·lula T que permet que la membrana externa del virus es fusioni amb la membrana de la cèl·lula T. La infecció del VIH porta a una reducció progressiva en el nombre de cèl·lules T posseïdores de receptors CD4 i és per tant emprat com a indicador per decidir assumptes relacionats amb la medicació dels pacients.
1. ↑  «Malalties que s'associen genèticament amb CD4, vegeu/editeu les referències a wikidata».
2. 1 2 3  GRCh38: Ensembl release 89: ENSG00000010610 - Ensembl, May 2017
3. 1 2 3  GRCm38: Ensembl release 89: ENSMUSG00000023274 – Ensembl, May 2017
4. ↑  «Human PubMed Reference:». National Center for Biotechnology Information, U.S. National Library of Medicine.
5. ↑  «Mouse PubMed Reference:». National Center for Biotechnology Information, U.S. National Library of Medicine.